# Crónica Mexicayotl
Crónica Mexicayotl è una cronaca dell'impero azteco scritta in lingua nahuatl da Fernando Alvarado Tezozómoc attorno al 1598. Partendo dal fatto che l'autore apparteneva alla linea di successione reale azteca, il manoscritto racconta la versione azteca della storia del Messico centrale. Fu scritto sia in nahuatl che in spagnolo dall'autore bilingue. Il documento nahuatl fu rinvenuto da Joaquín García Icazbalceta all'interno della collezione Boturini, in seguito spostata presso la Biblioteca nazionale di Francia di Parigi, e pubblicato nel 1949 in una versione tradotta da Adrián Leon. L'opera descrive la storia degli Aztechi dal primo tlatoani Acamapichtili fino alla nomina da parte degli spagnoli di "re fantoccio" dalla metà del XVI secolo.